# 우라와구
우라와구(일본어: 浦和区)는 일본 사이타마현 사이타마시를 이루는 10개 구 중 하나이다. 구 우라와시의 중심부와 북부에 해당한다.
사이타마시청과 사이타마현청이 있는 행정 중심지이며, 동시에 이 지역은 사이타마시에서 오미야구에 이어 두 번째로 번화한 상업 지구로 발전하고 있다. 특히 우라와역의 서쪽에는 많은 백화점과 상점이 있다.

## 지리
도쿄 도시권의 일부로 도쿄 도심에서 북쪽으로 20km 떨어져 있다. 동쪽으로 미도리구, 남쪽으로 미나미구, 서쪽으로 주오구, 북쪽으로 오미야구, 북동쪽으로 미누마구에 둘러싸여 있다.

## 역사
에도 시대에 우라와는 에도와 교토를 연결하는 나카센도의 슈쿠바(역참)로 번영하였다. 그러나 우라와는 현대의 사이타마시 지역에서 유일한 조카마치(성시)였던 이와쓰키만큼 큰 도시는 아니었다. 메이지 시대인 1869년에 우라와현의 현청이 설치되었고 현청은 우라와정에 위치했다. 1871년에 이와쓰키현, 우라와현, 오시현은 합병해 사이타마현을 이루었다. 1923년 간토 대지진 때 도쿄와 도쿄 주변의 많은 도시들은 심각한 피해를 입었다. 우라와정은 도쿄와 요코하마 등 미나미칸토 지역에 비해 피해가 적어 많은 사람들이 이주해왔고 현대적인 도시로 변화하기 시작했다. 몇 개의 이웃한 촌을 병합한 후에 1934년에 우라와정은 시가 되었다. 2001년에 우라와시는 오미야시, 요노시와 합쳐져 사이타마시를 이루었다. 2003년에 사이타마시가 정령지정도시가 되면서 우라와구가 설치되었다.

## 교통

### 철도
- 동일본 여객철도
  - 도호쿠 본선(우쓰노미야선)
  - 다카사키선
  - 게이힌 도호쿠선

### 도로
- 국도 17호선
- 국도 463호선